# Benediktussegen
Der Benediktussegen ist eine Segensformel, die seit dem 17. Jahrhundert als Schutz- und Heilmittel dient. Das Benediktuskreuz ist meist in Form einer Benediktusmedaille, auch Benediktuspfennig genannt, ausgeformt.

## Legende
Der heilige Benedikt von Nursia soll in Vicovaro durch das Kreuzeszeichen den Giftbecher, der ihm zum Trinken gereicht wurde, zum Zerspringen gebracht haben.

## Gestaltung

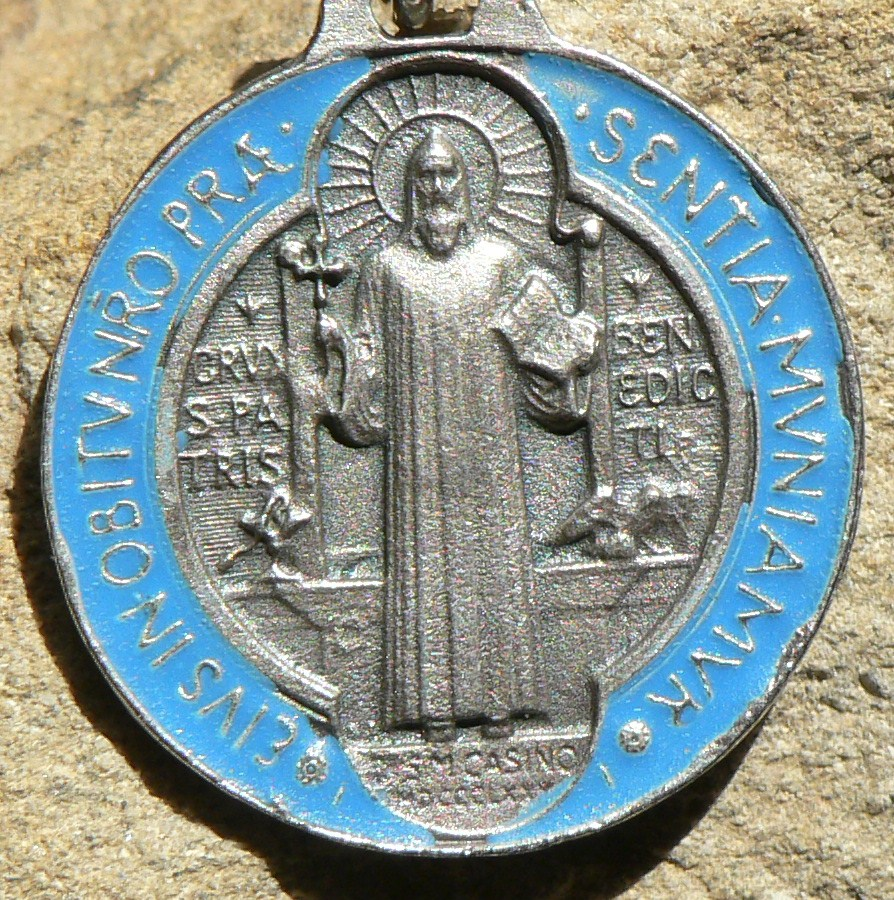
Benediktusmedaille, Vorderseite. Die Umschrift lautet hier: Eius in obitu nostro praesentia muniamur – „Durch seine Gegenwart bei unserem Sterben mögen wir beschützt werden“.

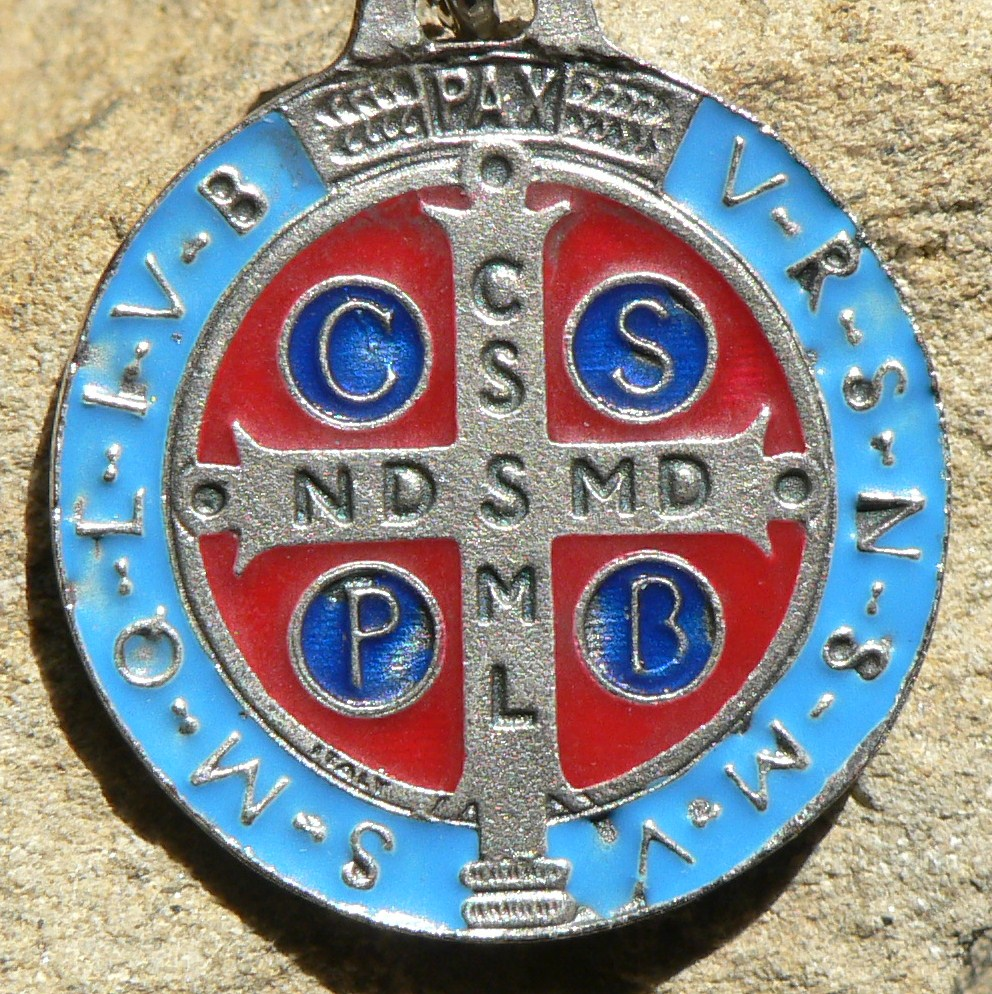
Rückseite

Der Benediktussegen konnte auf Zettel geschrieben, in Blei, Zinn, Messinglegierungen, Gold und Silber gegossen oder aus Horn geprägt sein. Er findet sich auf diversen Amulettkreuzen wie dem Ulrichskreuz, konnte aber auch zu einer Medaille, dem Benediktuspfennig, auch Benediktusmedaille genannt, umgestaltet werden. Zentrales Element des Benediktuspfennigs ist das Segenskreuz oder Benediktuskreuz, auf dem die über dem gleichen Mittelwort kreuzförmig angeordneten Buchstaben als Akronym des eigentlichen Segenstextes, eines Doppelspruchs, abgebildet sind:
Längsbalken: CSSML (Crux sacra sit mihi lux – „Das heilige Kreuz sei mein Licht“)
Querbalken: NDSMD (non draco sit mihi dux – „Nicht der Drache sei mir Führer“).
Als äußere Umfassung der Medaille wird oft der Zachariassegen, eine ähnlich populäre Segensaufschrift, als Akronym aufgeprägt. Ebenfalls gebräuchlich ist folgender Spruch:
VRSNSMVSMQLIVB (Vade Retro Satana, Nunquam Suade Mihi Vana, Sunt Mala, Quae Libas: Ipse Venena Bibas – „Weiche zurück Satan, führe mich niemals zur Eitelkeit. Böse ist, was du mir einträufelst: trinke selbst dein Gift“).
In den vier Kreuzwinkeln findet sich:
CSPB (Crux Sancti Patris Benedicti – „Kreuz des heiligen Vaters Benedikt“).
Über dem Kreuz steht manchmal PAX („Frieden“).
Dargestellt ist das Kreuz altertümlich als Tatzenkreuz, später meist als ballenendiges Ankerkreuz in Art des Lilienkreuzes ausgebildet.
Seit dem 18. Jahrhundert zeigen die meisten Benediktuspfennige auch ein Bild des hl. Benedikt mit Kreuzstab und Giftbecher; letzterer spielt auf ein dem Heiligen zugeschriebenes Wunder an. Später kamen auch Mariendarstellungen hinzu.
Im Kloster Weingarten wird eine Variante der Benediktsmedaille geprägt und geweiht, die neben dem hl. Benedikt und Kreuz auch die dort verehrte Heilig-Blut-Reliquie darstellt.

## Verwendung

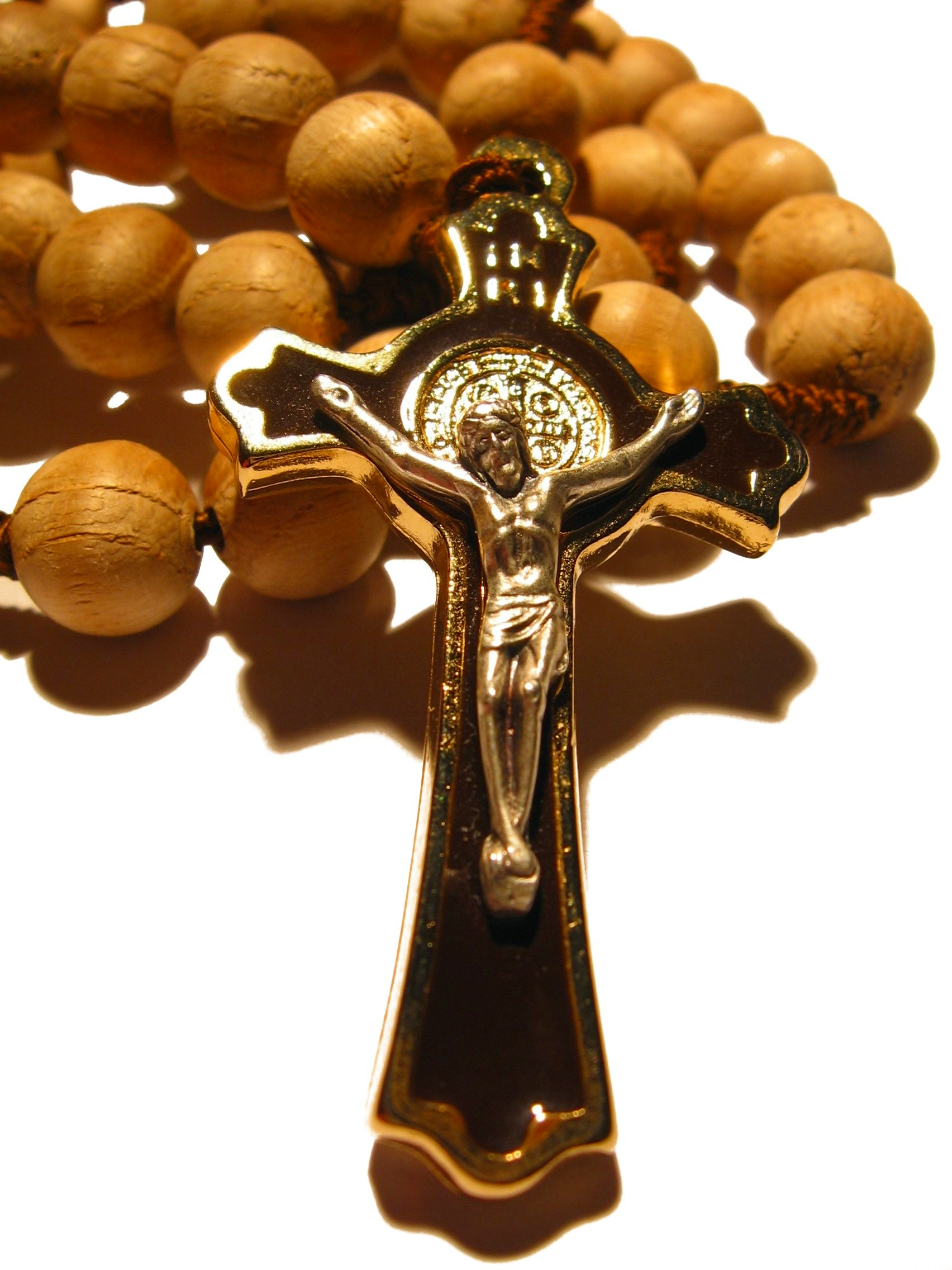
Rosenkranz mit Benediktuspfennig in der Mitte des Kruzifixes

Der Benediktuspfennig kann um den Hals, am Rosenkranz, an der Fraisenkette oder in der Geldbörse (hier gegen Falschgeld oder Betrug) getragen werden. Außerdem sind auch größere Wand-Medaillen erhältlich. Nach römisch-katholischer Lehre ermöglicht die Medaille an bestimmten Tagen einen vollkommenen Ablass.
In früheren Tagen wurde auch empfohlen, ihn in Baufundamente einzumauern, zusammen mit dem Antlassei an hochwasser- oder lawinengefährdeten Stellen zu vergraben, unter Hausschwellen oder den Kindern in die Wiege zu legen, in den Futterkrippen im Stall zu vergraben, in den Brunnen zu werfen, Weidekühen an den Glockenriemen zu nähen, ja selbst an Gebrauchsgefäße wie das Drehbutterfass zu hängen oder an den Melkeimer zu löten.
Die Schutzwirkung des Benediktussegens umfasste die Patronate des hl. Benedikt. In seiner Schrift Bedeutung, Ursprung und Privilegien der Medaille des heiligen Benedikt zählte Abt Prosper Guéranger die Wunderkräfte im Einzelnen auf. Demnach dient der Benediktussegen als Schutz gegen Alltagsgefahren, Blitz, Hagelschlag, Vergiftung, Fieber, Pest, Steinleiden, Fallsucht, böse Geister, Hexen, den Teufel sowie bei Geburten und in der Sterbestunde.

## Geschichte

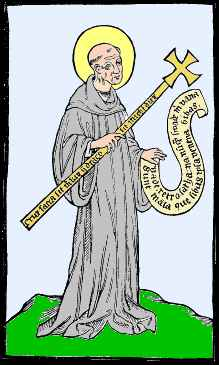
Abbildung auf der letzten Seite des Mettener Codex. (Bayrisches Staatsarchiv, Clm 8210.) Auf dem Stab findet sich der Benediktussegen, auf der Schriftrolle das 'Vade Retro Satanas'.

Der Benediktussegen geht auf die Verehrung des populären Volksheiligen und Nothelfers Benedikt von Nursia im niederbayrischen Kloster Metten zurück. Der Mettener Kodex von 1414 zeigt in einer Miniatur eine Heiligenfigur, deren Kreuzstab mit dem Benediktussegen beschriftet ist. Der Abgebildete gilt seit dem 17. Jahrhundert als Darstellung des Benedikt von Nursia.
Nach einer anderen Überlieferung stammt der Segen aus sehr alter Zeit, erreichte aber erst weite Verbreitung, nachdem er zur Heilung des elsässischen Klerikers Bruno, des späteren Papstes Leo IX. (1002–1054), beigetragen haben soll.
Im Zusammenhang mit dem Straubinger Hexenprozess von 1647 gelangte das Benediktusamulett zu großer Popularität, da die sechs angeklagten Hexen aussagten, dass sie über das Kloster Metten wegen des dort verborgenen Benediktuskreuzes keine Gewalt gehabt hätten. Bei einer Suche im Kloster wurden Wandmalereien mit Kreuz und den Abkürzungen entdeckt, deren Bedeutung zunächst unklar blieb. Erst später fand man die oben erwähnte Abbildung mit dem Wortlaut auf der letzten Seite eines Codex in der Klosterbibliothek.
Der Benediktuspfennig wurde beim Volk außerordentlich beliebt. Da man ihn auch als Zaubermittel verwendete, wurde er immer wieder von einigen Bischöfen verboten. Im 17. Jahrhundert wurde er auf den Index gesetzt. Durch ein Breve vom 12. März 1742 erreichte der Prager Abt Benno Löbl, dass Papst Benedikt XIV. denen, die die Medaille bei sich trugen, Ablässe verlieh. Die Benediktiner andererseits verbreiteten den Segen und fertigten ihn in Metten in großer Anzahl. Sein Verkauf stellte eine bedeutende Einnahmequelle für das Kloster dar.